# Кавалеры ордена Святого Георгия IV класса Н
Кавалеры ордена Святого Георгия IV класса на букву «Н» 
Список составлен по алфавиту персоналий. Приводятся фамилия, имя, отчество; звание на момент награждения; номер по списку Григоровича — Степанова (в скобках номер по списку Судравского); дата награждения. Лица, чьи имена точно идентифицировать не удалось, не викифицируются. Курсивом выделены кавалеры, получившие орден за службу в частях Восточного фронта Русской армии и Северной армии во время Гражданской войны.

## На
- Набалов, Павел Васильевич; полковник; № 6749; 3 декабря 1842
- Набатов, Андрей Павлович; капитан-лейтенант; № 8964; 1 февраля 1852
- Набель, Александр Ермолаевич; майор; № 6808; 3 декабря 1842
- Набель, Андрей Андреевич; майор; № 2537 (1170); 3 января 1813
- Набель, Отто Андреевич; штабс-капитан; № 2903; 18 марта 1814
- Набоков, Иван Александрович; генерал-лейтенант; № 4413; 18 декабря 1830
- Набоков, Пётр Александрович; генерал-майор; № 4552; 16 декабря 1831
- Навродский, Тимофей Спиридонович; прапорщик; 25 сентября 1917 (посмертно)
- Навроцкий, Даниил Гаврилович; капитан-лейтенант; № 1608; 26 ноября 1804
- Навроцкий, Николай Васильевич; подпоручик; 31 октября 1914
- Навроцкий, Николай Степанович; прапорщик; 31 декабря 1916 (посмертно)
- Навроцкий, Степан Степанович; капитан; № 5895; 1 декабря 1838
- Наврузов, Николай; майор; № 9460; 26 ноября 1854
- Наврузов, Теймур-бек; ротмистр; 7 апреля 1915
- Нагаев, Виктор Владимирович; генерал-майор; 11 сентября 1916
- Нагаев, Дмитрий Григорьевич; капитан; № 9234; 26 ноября 1853
- Нагаев, Николай Васильевич; полковник; 21 апреля 1917
- Нагашев, Пётр Иванович; войсковой старшина; № 6627; 5 декабря 1841
- Нагель, Давыд Тимофеевич фон; премьер-майор; № 384; 26 ноября 1783
- Нагель, Константин Львович; подпоручик; 18 июля 1916 (посмертно)
- Нагель, Лев Карлович; поручик; 16 декабря 1877
- Нагель, Людвиг Тимофеевич; полковник; № 329; 26 ноября 1781
- Нагель, Павел Илларионович; генерал-майор; № 3544; 16 декабря 1821
- Нагишкин, Иван Иванович; полковник; № 1655; 5 февраля 1806
- Нагловский, Дмитрий Станиславович; генерал-майор; 1878
- Наговский, Антон Несторович; штабс-капитан; 11 марта 1917
- Нагорский, Степан Филиппович; подполковник; 17 мая 1915
- Нагродский, Игнатий; майор; № 7664; 1 января 1847
- Нагумович, Станислав Яковлевич; подполковник; № 7824; 26 ноября 1847
- Надеждин, Вадим Михайлович; штабс-ротмистр; 26 августа 1916
- Надеждин, Владимир Михайлович; прапорщик; 12 ноября 1915
- Надеждин, Николай Алексеевич; штабс-капитан; 6 августа 1917
- Надёжный, Дмитрий Николаевич; подполковник; 13 марта 1908
- Надежный, Степан Иванович; майор; № 4881; 25 декабря 1833
- Надеин, Митрофан Александрович; капитан; 27 февраля 1878
- Назарбеков, Фома Иванович; генерал-майор; 7 января 1916
- Назаренков, Семён Алексеевич; капитан; № 6376; 11 декабря 1840
- Назаркин, Иван Андреевич; поручик; 6 сентября 1917
- Назаров, Георгий Арсеньевич; прапорщик; 9 апреля 1917 (посмертно)
- Назаров, Иван (Иванович?); майор; № 1526; 26 ноября 1803
- Назаров, Николай Николаевич; подполковник; № 10244; 27 июня 1867
- Назаров, Пётр Михайлович; подполковник; № 2785; 20 января 1814
- Назимов, Василий Гаврилович; генерал-майор; № 3128; 26 ноября 1816
- Назимов, Владимир Николаевич; генерал-майор; № 8595; 26 ноября 1851
- Назимов, Владимир Фёдорович; капитан; 1 июня 1915
- Назимов, Дмитрий Иванович; полковник; № 9668; 26 ноября 1855
- Назимов, Евгений Петрович; подполковник; № 2578; 9 мая 1813
- Назимов, Николай Гаврилович; генерал-майор; № 3092; 26 ноября 1816
- Назимов, Николай Николаевич; капитан 1-го ранга; № 5560; 29 ноября 1837
- Назимов, Сергей Иванович; полковник; № 8861; 1 февраля 1852
- Назимов, Тимофей; секунд-майор; № 1261; 26 ноября 1795
- Назимов, Фёдор Андреевич; капитан; № 2741; 4 ноября 1813
- Назимов, Фёдор Викторович; генерал-майор; № 3159; 26 ноября 1816
- Найдёнов, Николай Семёнович; подпоручик; 9 сентября 1915
- Найдёнов, Осип Иванович; майор; № 8538; 26 ноября 1850
- Наймановский, Феофил Иванович; майор; № 4897; 25 декабря 1833
- Накашидзе, Александр Давидович; генерал-майор; 5 апреля 1878
- Наконечный, Александр Емельянович; подпоручик; 29 мая 1917
- Наксарий, Станислав Осипович; полковник; № 4815; 25 декабря 1833
- Налётов, Михаил Иванович; штабс-капитан; 11 ноября 1914 (посмертно)
- Наливайко, Иван Александрович; подполковник; № 5755; 1 декабря 1838
- Наний, Фома Петрович; полковник; № 2184 (971); 13 июля 1810
- Напреев, Василий Андреевич; поручик; № 9879; 26 ноября 1855
- Нарбут, Александр Андреевич; подполковник; № 5010; 3 декабря 1834
- Нарбут, Василий Александрович; капитан; 27 февраля 1878
- Нарбут, Иосиф Григорьевич; майор; № 5304; 1 декабря 1835
- Нарбут, Онуфрий Степанович; майор; № 4635; 25 декабря 1831
- Нарвоиш, Франц Григорьевич; капитан; № 2647; 17 августа 1813
- Наркевич, Николай Станиславович; капитан; 8 октября 1915
- Наркович, Владимир Станиславович; лейтенант; 10 февраля 1916
- Нарышкин, Кирилл Михайлович; генерал-майор; № 3874; 26 ноября 1826
- Нарышкин, Лев Александрович; полковник; № 2714; 9 октября 1813
- Нарышкин, Пётр Петрович; камер-юнкер; № 629 (314); 14 апреля 1789
- Насветевич, Василий Семёнович; майор; № 7881; 26 ноября 1847
- Наседкин, Сергей Дмитриевич; подполковник; № 7450; 12 января 1846
- Насекин (Наседкин), Матвей Львович (Яковлевич); лейтенант; № 2275; 26 ноября 1810
- Насекин, Фёдор; майор; № 2348; 26 ноября 1811
- Насонов, Валентин Николаевич; капитан; 26 июня 1916
- Наставин, Николай Платонович; штабс-капитан; 9 сентября 1915 (посмертно)
- Нат, Бургард Адольфович; полковник; № 8643; 26 ноября 1851
- Натаров, Евгений Павлович; подпоручик; 3 февраля 1915
- Натиев, Иван; капитан; 6 июля 1915
- Наттер, Николай Иванович; подполковник; № 9121; 26 ноября 1853
- Науендорф, Вильгельм Вилимович фон; подполковник; № 565; 26 ноября 1788
- Науендорф, Евстафий Вилимович; майор; № 1514; 26 ноября 1803
- Наумов, Александр Александрович; штабс-капитан; 8 июля 1915
- Наумов, Александр Андреевич; подполковник; № 6035; 3 декабря 1839
- Наумов, Анатолий Васильевич; полковник; 27 сентября 1916
- Наумов, Антон Семёнович; капитан; 4 марта 1917
- Наумов, Дормедонт Степанович; полковник; № 10040; 26 ноября 1857
- Наумов, Михаил Игнатьевич; поручик; 6 июля 1915
- Наумов, Михаил Фёдорович; подполковник; № 1856; 26 ноября 1807
- Наумов, Никифор; капитан; № 9227; 26 ноября 1853
- Наумов, Павел Александрович; капитан-лейтенант; № 5869; 1 декабря 1838
- Наумов, Пётр Александрович; ротмистр; 15 марта 1917
- Наумовский, Семён Иванович; капитан-лейтенант; № 9785; 26 ноября 1855
- Нахимов, Павел Степанович; капитан-лейтенант; № 4141; 21 декабря 1827
- Нахимов, Сергей Степанович; капитан 1-го ранга; № 8609; 26 ноября 1851
- Нахичеванский, Гусейн Хан; полковник; 27 января 1907
- Нахичеванский, Исмаил Хан; генерал-майор; 31 декабря 1877
- Нахичеванский, Келбали Хан Эхсан Хан оглы, поручик; № 9593; 15 апреля 1855
- Нахтман, Евгений Николаевич; корнет; 25 мая 1917 (посмертно)
- Нацвалов, Давид Малахиевич; генерал-майор; 5 февраля 1916 (посмертно)
- Нацвалов, Николай Георгиевич; войсковой старшина; 5 ноября 1916
- Нациевский, Григорий; капитан; № 4614; 16 декабря 1831
- Нацмер, Олдвиг фон; подполковник прусской службы; № 2779; 4 января 1814

## Не
- Небольсин, Василий Павлович; капитан 2-го ранга; № 5612; 29 ноября 1837
- Небольсин, Кирилл; подполковник; 26 ноября 1807[1]
- Небольсин, Николай Андреевич; полковник; 1814 (в печатных кавалерских списках не значится, но этот орден показан в послужном списке и прочих источниках)
- Небольсин, Пётр Фёдорович; полковник; № 1344; 26 ноября 1802
- Невадовский, Николай Дмитриевич; полковник; 13 января 1915
- Невгадов, Яков Иванович; полковник; № 4816; 25 декабря 1833
- Невежин, Матвей Фёдорович; подполковник; № 1573; 26 ноября 1804
- Невельский, Александр Матвеевич; капитан 1-го ранга; № 9299; 24 апреля 1854
- Невельский (Невельской), Гавриил Иванович; капитан-лейтенант; № 3265; 26 ноября 1816
- Невельский, Никифор Иванович; капитан-лейтенант; № 3288; 26 ноября 1816
- Невельский, Фёдор Иванович; капитан 1-го ранга; № 1415; 26 ноября 1802
- Неверов, Кирилл Иванович; действительный статский советник; № 1837; 26 ноября 1807
- Неверов, Сергей Трифонович; поручик; 4 марта 1917
- Неверовский, Дмитрий Петрович; генерал-майор; № 2205; 26 ноября 1810
- Неверовский, Иван Петрович; мичман; № 1789 (775); 3 августа 1806
- Невжинский, Григорий Иванович; подполковник; № 4094; 26 ноября 1827
- Невзоров, Василий Гавриилович; капитан; № 9504; 26 ноября 1854, за «выслугу 25 лет в офицерских чинах»[2]
- Неврядов, Степан; секунд-майор; № 1125; 26 ноября 1794
- Невский, Александр Алексеевич; штабс-капитан; 3 августа 1901
- Невшупа, Иван Капитонович; подпоручик; 31 октября 1917 (посмертно)
- Негоднов, Аммос Карпович; есаул; 26 августа 1916
- Негош (Петрович-Негош), Божидар; воевода черногорской службы; 14 апреля 1877
- Недобров, Евграф Васильевич; полковник; № 5726; 1 декабря 1838
- Недосвятий, Алексей Дмитриевич; подполковник; 13 мая 1918
- Неедли, Богуслав-Вячеслав Иванович; прапорщик; 25 сентября 1917 (посмертно)
- Неелов, Александр Дмитриевич; генерал-майор; № 4676; 21 декабря 1832
- Неелов, Дмитрий Петрович; капитан 1-го ранга; № 9298; 24 апреля 1854
- Неелов, Никифор Осипович; подпоручик; 30 октября 1916
- Неженцев, Митрофан Осипович; штабс-капитан; 6 сентября 1917
- Незнамов, Александр Александрович; генерал-майор; 11 сентября 1916
- Нейбуш, Пётр (Васильевич?); подполковник; № 19 (19); 27 июля 1770
- Нейгауз; капитан прусской службы; № 2966; 3 августа 1814 (в 1819 — майор 35-го пехотного полка)
- Нейдгардт, Александр Иванович; подполковник; № 2771; 30 декабря 1813
- Нейдгардт, Александр Лаврентьевич; подполковник; № 314; 26 ноября 1780
- Нейдгардт, Александр Петрович; полковник; № 3324; 12 декабря 1817
- Нейдгардт, Иван; полковник; № 1318; 26 ноября 1802
- Нейдгардт, Иван Лаврентьевич; бригадир; № 684; 26 ноября 1789
- Нейдгардт, Фёдор Лаврентьевич; секунд-майор; № 512; 26 ноября 1787
- Нейдгарт, Пётр Петрович; подполковник; № 1030; 26 ноября 1793
- Нейзель, Владимир Константинович; капитан; 4 апреля 1915
- Нейланд, Владимир Мартынович; подполковник; 17 октября 1915
- Нейман, Александр Викентьевич; капитан; № 9225; 26 ноября 1853
- Нейман, Александр Иванович; подполковник; № 3969; 26 ноября 1826
- Нейман, Иосиф Викентьевич; капитан; № 6871; 3 декабря 1842
- Нейман, Николай Христианович; капитан; № 8563; 26 ноября 1850
- Неймарк, Павел Владимирович; штабс-капитан; 18 сентября 1915
- Неймейер, Людвиг Генрихович; подполковник; № 7452; 12 января 1846
- Нейпперг, Адам Альберт фон; генерал-майор австрийской службы; № 2656; 9 сентября 1813
- Неклюдов, Алексей Леонтьевич; подполковник; № 5018; 3 декабря 1834
- Неклюдов, Леонтий Яковлевич; подполковник; № 950; 26 ноября 1792
- Неклюдов, Михаил Иванович; капитан; 29 мая 1915
- Неклюдов, Михаил Сергеевич; лейтенант; № 2379; 26 ноября 1811
- Некрасов, Борис Захарович; майор; № 7485; 12 января 1846
- Некрасов, Иван Михайлович; подполковник; № 9758; 26 ноября 1855
- Некрасов, Константин Герасимович; полковник; 13 марта 1908
- Некрасов, Николай Михайлович; полковник; № 3552; 16 декабря 1821
- Некрасов, Николай Петрович; есаул; 22 мая 1915 (посмертно)
- Некрасов, Сергей Сергеевич; подпоручик; 30 января 1915
- Некрашевич, Антон Антонович; подпоручик; 30 июня 1917 (посмертно)
- Некрашевич, Николай Яковлевич; поручик; 11 декабря 1915
- Нелавицкий, Николай Николаевич; штабс-капитан; 18 июля 1916
- Нелединский, Алексей Николаевич; капитан 1-го ранга; № 1401; 26 ноября 1802
- Нелидов, Аггей Иванович; капитан-лейтенант; 1788
- Нелидов, Алексей Леонтьевич; подполковник; 25 сентября 1917
- Нелидов, Василий Иванович; капитан-лейтенант; № 2245; 26 ноября 1810
- Нелидов, Дмитрий; премьер-майор; № 864; 26 ноября 1791
- Нелидов, Иван Иванович; лейтенант; № 4028; 26 ноября 1826
- Нелидов, Иван Николаевич; майор; № 7650; 1 января 1847
- Нелидов, Семён Флеогонтович; полковник; № 8890; 1 февраля 1852
- Нельговский, Василий Алексеевич; штабс-капитан; 20 ноября 1915
- Нельсон-Гирст, Георгий Павлович; штабс-капитан; 25 мая 1917 (посмертно)
- Нелюбов, Василий Васильевич; генерал-лейтенант; № 1291; 26 ноября 1802
- Нементовский, Юлиан Фёдорович; подполковник; № 4833; 25 декабря 1833
- Немец, Матвей; прапорщик; 25 сентября 1917
- Немечек, Борис Мануилович; подпоручик; 18 июля 1915
- Немира, Оттон Иосифович; генерал-майор; 8 октября 1877
- Немира, Рудольф Рудольфович; капитан; 20 августа 1917
- Немов, Иван Иванович; полковник; № 8187; 26 ноября 1849
- Немоловский-Косач, Иван Филиппович; прапорщик; 13 марта 1915
- Немирович-Данченко, Егор Васильевич; штабс-капитан; № 8317; 26 ноября 1849
- Немтинов, Григорий Иванович; капитан-лейтенант; № 4147; 25 июня 1828
- Немцев, Николай Фёдорович; подполковник; № 2494 (1127); 23 декабря 1812
- Немчинов, Александр Петрович; генерал-майор; № 9928; 26 ноября 1856
- Немчинов, Павел Павлович; капитан; 13 января 1916
- Немчинов, Яков Михайлович; подполковник; № 3502; 6 июня 1821
- Немыский, Пётр Фортунатович; полковник; № 9694; 26 ноября 1855
- Ненадкевич, Григорий Павлович; подполковник; № 6279; 11 декабря 1840
- Ненюков, Дмитрий Всеволодович; капитан 2-го ранга; 7 августа 1906
- Неопалимовский, Пётр Иннокентьевич; полковник; 23 мая 1916
- Непейцын, Сергей Васильевич; подполковник; № 2438 (1071); 21 сентября 1812
- Непенин, Адриан Иванович; лейтенант; 3 сентября 1905
- Непенин, Андрей Григорьевич; полковник; № 3557; 16 декабря 1821
- Непенин, Пётр Павлович; полковник; 8 октября 1916 (по другим данным — 4 марта 1917)
- Неплюев, Владимир Константинович; штабс-капитан; 30 декабря 1915
- Неплюев, Иван Николаевич; тайный советник; № 1459; 15 декабря 1802
- Непокойчицкий, Александр Павлович; полковник; 26 января 1917
- Непокойчицкий, Артур Адамович; генерал-майор; № 8842; 1 февраля 1852
- Непокупный, Константин Гаврилович; хорунжий; 1914
- Нератов, Иван Александрович; генерал-майор; № 3487; 6 июня 1821
- Несветаев, Пётр Данилович; генерал-майор; № 1625 (655); 20 июля 1805
- Несмелов, Иван Иванович; поручик; 26 января 1917
- Нессельроде, Фёдор Карлович; генерал-лейтенант; № 5910; 3 декабря 1839
- Нестеренко, Александр; подполковник; № 7638; 1 января 1847
- Нестеренко, Александр Николаевич; прапорщик; 18 сентября 1917
- Нестеров, Владимир Николаевич; поручик; 1 сентября 1915
- Нестеров, Дмитрий Яковлевич; лейтенант; № 1889; 26 ноября 1807
- Нестеров, Евпл Александрович; капитан; 25 сентября 1917
- Нестеров, Леонид Нилович; капитан; 4 марта 1917
- Нестеров, Пётр Александрович; полковник; № 1842; 26 ноября 1807
- Нестеров, Пётр Максимович; секунд-майор; № 1220; 26 ноября 1795
- Нестеров, Пётр Николаевич; штабс-капитан; 25 января 1915 (посмертно) (по другим данным — 23 апреля 1915)
- Нестеров, Пётр Петрович; полковник; № 6970; 4 декабря 1843
- Нестеровский, Авим Васильевич; полковник; № 2785; 20 января 1814
- Нестеровский, Никифор Авраамович; подполковник; 28 августа 1917
- Нестеровский, Николай Венедиктович; подполковник; 23 мая 1916
- Нестеровский-Нестеренко, Иван Авраамович; подпоручик; 28 августа 1917
- Несытов, Ксенофонт Михайлович; подполковник; 9 сентября 1915
- Нетельгорст, Пётр Андреевич; подполковник; № 3939; 26 ноября 1826
- Неттель, Генрих Карлович; подполковник; № 8442; 26 ноября 1850
- Неттельгорст, Иван; майор; № 177; 13 ноября 1771
- Неудачен, Авраам Иванович; подполковник; № 7626; 1 января 1847
- Неумоин, Андрей Захарович; подъесаул; 13 января 1915
- Неф, Генрих Генрихович; полковник; 2 апреля 1917
- Нефедьев, Алексей; квартирмейстер; № 250 (210); 26 ноября 1774
- Нефедьев, Иван; есаул; № 6664; 5 декабря 1841
- Нефедьев, Иван Дмитриевич; есаул; № 6663; 5 декабря 1841
- Нефедьев, Илья Гаврилович; генерал-майор; № 474; 26 ноября 1787
- Нефнев, Иван Андреевич; капитан 2-го ранга; № 8671; 26 ноября 1851
- Нечаев, Василий; секунд-майор; № 1002 (522); 2 сентября 1793
- Нечаев, Константин Петрович; генерал-майор Восточного фронта Русской армии; 1919
- Нечаев, Николай Васильевич; капитан; 1916
- Нечаев, Павел Петрович; подполковник; № 6509; 5 декабря 1841
- Нечай, Семён; подпоручик; 14 марта 1918
- Нечволодов, Александр Дмитриевич; генерал-лейтенант; 9 ноября 1915
- Нечволодов, Александр Семёнович; капитан; 9 июня 1915
- Нечволодов, Александр Яковлевич; полковник; № 4286; 5 октября 1829
- Нечволодов, Михаил Дмитриевич; полковник; 19 мая 1915
- Нешкович, Дмитрий; майор; № 2233; 26 ноября 1810

## Ни
- Нивин, Фёдор Никифорович; капитан; № 8567; 26 ноября 1850
- Нивинский, Дмитрий Болеславович; прапорщик; 3 февраля 1916 (посмертно)
- Нижанковский, Андрей; майор; № 5846; 1 декабря 1838
- Нижерадзе, Константин Константинович; капитан; 25 февраля 1907
- Никитин, Александр Иванович; подполковник; № 7611; 1 января 1847
- Никитин, Андрей Александрович; капитан; 27 февраля 1878
- Никитин, Василий Павлович; штабс-капитан; 26 августа 1916
- Никитин, Владимир Кузьмич; капитан; 1878 (в кавалерских списках не значится, но этот орден показан в послужном списке)
- Никитин, Владимир Николаевич; капитан; 23 декабря 1878
- Никитин, Всеволод Васильевич; штабс-капитан; 30 декабря 1915 (посмертно)
- Никитин, Евгений Александрович; подпоручик; 1 июня 1915
- Никитин, Егор Леонтьевич; капитан; № 7108; 4 декабря 1843
- Никитин, Иосиф Евдокимович; полковник; № 4785; 25 декабря 1833
- Никитин, Михаил Гаврилович; майор; № 8081; 26 ноября 1848
- Никитин, Михаил Степанович; полковник; № 6451; 5 декабря 1841
- Никитин, Михаил Фёдорович; полковник; № 3637; 13 февраля 1823
- Никитин, Николай Николаевич; поручик; 8 декабря 1906
- Никитин, Пётр Маркович; капитан-лейтенант; № 9976; 26 ноября 1856
- Никитин, Пётр Михайлович; подполковник; № 8025; 26 ноября 1848
- Никитин, Поликарп Семёнович; подпоручик; 9 октября 1917
- Никитин, Сергей Васильевич; поручик; 1 сентября 1915
- Никитин, Сергей Сергеевич; генерал-майор; 11 декабря 1915
- Никифораки, Егор Мануйлович; капитан; № 6131; 3 декабря 1839
- Никифоров, Александр Ильич; полковник; № 6457; 5 декабря 1841
- Никифоров, Александр Макарович; полковник; № 5940; 3 декабря 1839
- Никифоров, Григорий Иванович; генерал-майор; № 8167; 26 ноября 1849
- Никифоров, Евдоким Никифорович; подполковник; № 7022; 4 декабря 1843
- Никифоров, Иван; майор; № 9461; 26 ноября 1854
- Никифоров, Николай Иванович; капитан; 9 сентября 1915
- Никифоров, Николай Константинович; генерал-майор; 19 мая 1915
- Никифоров, Павел Николаевич; полковник; 21 марта 1915
- Никифоров, Пантелеймон; капитан; № 7911; 26 ноября 1847
- Никифоров, Ростислав Иванович; прапорщик; 9 сентября 1915
- Никлас, Александр Иванович; премьер-майор; № 672 (357); 26 ноября 1789
- Никогда, Гавриил Потапович; поручик; 21 августа 1915
- Николадзев, Сергей Давидович; секунд-майор; № 1223; 26 ноября 1795
- Николаев, Александр Николаевич; штабс-капитан; 9 сентября 1915
- Николаев, Александр Панфомирович; полковник; 10 июня 1915
- Николаев, Алексей Иванович; полковник; 22 декабря 1915
- Николаев, Алексей Сергеевич; майор; № 3994; 26 ноября 1826
- Николаев, Андрей; подполковник; 30 декабря 1919 (посмертно)
- Николаев, Борис Павлович; поручик; 30 декабря 1915
- Николаев, Владимир Иванович; полковник; 21 октября 1916
- Николаев, Данаил Цонев; поручик; 5 мая 1878
- Николаев, Иван Юрьевич; статский советник; № 2534 (1167); 3 января 1813
- Николаев, Константин Константинович; генерал-майор; 7 февраля 1917
- Николаев, Николай Алексеевич; поручик; 25 марта 1916
- Николаев, Николай Дмитриевич; сотник; 4 июля 1915 (посмертно)
- Николаев, Николай Николаевич; майор; № 2544 (1177); 28 января 1813
- Николаев, Павел Тимофеевич; генерал-майор; 4 ноября 1914
- Николаев, Роман Николаевич; капитан; № 6150; 3 декабря 1839
- Николаев, Семён Александрович; капитан-лейтенант; 6 июня 1821[3]
- Николаев, Степан Степанович; генерал-майор; № 5109; 1 декабря 1835
- Николаи, Леонтий Павлович; полковник; № 9275; 26 декабря 1853
- Николай I, император Российский; № 5665; 1 декабря 1838
- Николай II, император Российский; 25 октября 1915
- Николай Михайлович, великий князь; поручик; 17 октября 1877
- Николай Николаевич Младший, великий князь; капитан; 16 июня 1877
- Николай Николаевич Старший, великий князь; № 9330; 7 ноября 1854
- Николай-Фридрих-Пётр, великий герцог Ольденбургский; 31 декабря 1870
- Николев, Дмитрий Иванович; полковник; № 9386; 26 ноября 1854
- Николотов, Александр Николаевич; штабс-капитан; 29 октября 1917
- Николь, Карл Яковлевич; майор; № 9170; 26 ноября 1853
- Никольский, Анатолий Дмитриевич; поручик; 28 июня 1916
- Никольский, Владимир Ипполитович; капитан; 12 ноября 1917
- Никольский, Дмитрий Васильевич; капитан-лейтенант; № 4021; 26 ноября 1826
- Никольский, Иван Васильевич; полковник; 20 июля 1916
- Никольский, Константин Владимирович; генерал-майор; 9 июля 1916
- Никольский, Михаил Васильевич; ротмистр; 31 октября 1917
- Никольский, Николай Сергеевич; штабс-капитан; 30 июня 1917
- Никольский, Пётр Николаевич; поручик; 27 января 1917 (посмертно)
- Никольский-Любимов, Николай; прапорщик; 26 августа 1916 (посмертно)
- Никонов, Андрей Иванович; капитан 2-го ранга; № 9522; 26 ноября 1854, «за 18 морских кампаний»[4]
- Никонов, Андрей Николаевич; поручик; 6 апреля 1915
- Никонов, Галактион Архипович; полковник; 26 августа 1916 (посмертно)
- Никонов, Даниил; капитан; № 1457; 26 ноября 1802
- Никонов, Николай Борисович; капитан 2-го ранга; № 6063; 3 декабря 1839
- Никонов, Пётр Борисович; капитан 2-го ранга; № 7788; 26 ноября 1847
- Никонов, Сергей Александрович; подпоручик; 18 сентября 1916
- Никорица, Иван Андреевич; премьер-майор; № 701; 26 ноября 1789
- Никорица, Михаил Егорович; подполковник; № 8910; 1 февраля 1852
- Никулин; есаул; № 2611; 11 июля 1813
- Никулин, Иван Максимович; подпоручик; 17 октября 1916 (посмертно)
- Никулин, Пётр; поручик; 6 сентября 1917 (посмертно)
- Никулин, Фёдор Григорьевич; подполковник; № 6532; 5 декабря 1841
- Никульцев, Иван Степанович; прапорщик; 17 октября 1915
- Никшин, Михаил; командир батареи черногорской службы; 26 февраля 1879
- Никшич, Иван Рафаилович; капитан; № 8119; 26 ноября 1848
- Нилов, Александр Сергеевич; полковник; № 4559; 16 декабря 1831
- Нилов, Константин Дмитриевич; мичман; 17 июня 1877
- Нилус, Богдан Богданович; полковник; № 2754; 10 декабря 1813
- Нилус, Богдан Иванович; капитан; № 63 (64); 1 ноября 1770
- Нилус, Пётр Богданович; генерал-майор; № 3088; 26 ноября 1816
- Нильсен, Генрих Христианович; майор; № 8270; 26 ноября 1849
- Нильсен, Егор Христианович; полковник; № 5382; 6 декабря 1836
- Нильсон, Андрей Андреевич; генерал-майор; 5 мая 1878
- Нименский, Владимир Васильевич; подпоручик; 14 ноября 1916 (посмертно)
- Нирод, Александр Евстафьевич; полковник; № 7392; 12 января 1846
- Нирод, Евстафий Евстафьевич; генерал-лейтенант; № 9333; 26 ноября 1854
- Нирод, Михаил (Мориц) Евстафьевич; поручик; № 6170; 28 февраля 1840
- Нирод, Николай Евстафьевич; полковник; № 8175; 26 ноября 1849
- Нитц, Павел Карлович; капитан; № 6139; 3 декабря 1839
- Нициевский, Фёдор Гаврилович; капитан-лейтенант; № 4511; 18 декабря 1830
- Ницкевич, Модест Андреевич; прапорщик; 18 сентября 1917 (посмертно)
- Ницкевич, Фёдор Григорьевич; полковник; № 7761; 26 ноября 1847
- Нищенко, Борис Константинович; полковник; 26 ноября 1916 (посмертно)
- Нищенков, Никанор Иванович; майор; № 8083; 26 ноября 1848

## Но
- Нобендовский, Владимир Яковлевич; майор; № 6828; 3 декабря 1842
- Новак, Иван Иванович; генерал-майор; № 2299 (1006); 23 августа 1811
- Новак, Пётр Иванович; полковник; № 2567; 1 апреля 1813
- Новаковский, Владислав Иосифович; капитан; 28 июля 1915
- Новаковский, Пётр Яковлевич; капитан; № 7353; 17 декабря 1844
- Новиков; подполковник; № 2894; 18 марта 1814
- Новиков, Александр Акимович; полковник; 23 декабря 1878
- Новиков, Александр Васильевич; генерал-лейтенант; 24 сентября 1914
- Новиков, Александр Фёдорович; инженер-капитан; № 623 (307); 14 апреля 1789
- Новиков, Вячеслав Митрофанович; подполковник; 9 июня 1917
- Новиков, Модест Дмитриевич; лейтенант; № 9886; 28 декабря 1855
- Новиков, Николай Васильевич; поручик; 15 января 1917
- Новиков, Павлин Алексеевич; подпоручик; 19 октября 1916
- Новиков, Сергей Александрович; подполковник; 25 сентября 1917
- Новиков, Сергей Андреевич; подполковник; 25 сентября 1917
- Новинский; подпоручик; № 4660; 25 декабря 1831
- Новинский, Игнатий Мартынович; подполковник; № 6058; 3 декабря 1839
- Новицкий, Андрей Филиппович; подполковник; № 3039; 26 ноября 1816
- Новицкий, Георгий Васильевич; полковник; № 5950; 3 декабря 1839
- Новицкий, Иван Алексеевич; подполковник; № 5415; 6 декабря 1836
- Новицкий, Николай Александрович; подпоручик; 9 октября 1917 (посмертно)
- Новицкий, Николай Александрович; поручик; 3 сентября 1916
- Новицкий, Николай Михайлович; подполковник; № 8924; 1 февраля 1852
- Новицкий, Николай Петрович; полковник; № 1064 (549); 15 сентября 1794
- Новицкий, Пётр Никитич; подполковник; № 5221; 1 декабря 1835
- Новичевский, Степан Степанович; подпоручик; 26 августа 1916 (посмертно)
- Новлянский, Иван Иванович; подпоручик; 10 июня 1916 (посмертно)
- Новокрещёнов (Новокшенов), Иван Степанович; капитан-лейтенант; № 2141 (953); 26 ноября 1809
- Новокрещёнов, Михаил Иванович; премьер-майор; № 784; 26 ноября 1790
- Новосёлов, Иван Григорьевич; подпоручик; 26 января 1917 (посмертно)
- Новосёлов, Семён Корнилович; подполковник; № 8133; 17 января 1849
- Новосильский, Михаил Павлович; капитан 1-го ранга; 11 августа 1877
- Новосильский, Фёдор Михайлович; капитан 1-го ранга; № 7589; 1 января 1847
- Новосильцев, Лавр Семёнович; полковник; № 8396; 26 ноября 1850
- Новосильцев, Семён Матвеевич; полковник; № 3497; 6 июня 1821
- Новосильцев, Сергей Сергеевич; ротмистр; № 2541 (1174); 3 января 1813
- Новосильцов, Дмитрий Павлович; капитан; № 1003 (523); 2 сентября 1793
- Новрузов, Керим-бек; майор; 31 июля 1877
- Нодгоф, Иван Карпович; полковник; № 1351; 26 ноября 1802
- Ножин, Александр Фёдорович; полковник; № 3180; 26 ноября 1816
- Ножин, Михаил Фёдорович; подполковник; № 5016; 3 декабря 1834
- Ноздреев, Максим Петрович; майор; № 6349; 11 декабря 1840
- Ноздровский, Степан Андреевич; подпоручик; 4 марта 1917
- Нойман-Козел, Август Вильгельм фон; майор; № 3307; 25 января 1817 (de:August Wilhelm von Neumann-Cosel)
- Нольде; капитан; № 2832; 20 февраля 1814
- Нольде; майор; № 1553 (651); 25 сентября 1804
- Нольде, Роман Иванович; подполковник; № 4226; 25 декабря 1828
- Нолькен, Карл фон; секунд-майор; № 365; 26 ноября 1782
- Нолькен, Карп (Карл) Фёдорович фон; лейтенант; № 4137; 26 ноября 1827
- Нолькен, Христиан (Христофор-Рейнгольд); премьер-майор; № 1117; 26 ноября 1794
- Номикосов, Павел Петрович; сотник; 11 марта 1915 (посмертно)
- Нонне, Николай Августович фон дер; поручик; № 10158; 8 сентября 1859
- Нонне, Фёдор Эрнстович фон дер; майор; № 31 июля 1877
- Норбуд, Иван Мартынович; подполковник; № 8921; 1 февраля 1852
- Норверт, Викентий Иванович; полковник; № 4566; 16 декабря 1831
- Норденстам, Иван Иванович; генерал-майор; № 6916; 4 декабря 1843
- Норденстренг, Тур Андреевич; полковник; № 9359; 26 ноября 1854
- Нордман, Борис Давидович; капитан 1-го ранга; № 8361; 26 ноября 1850
- Нордман, Фёдор Давидович; капитан 1-го ранга; № 8170; 26 ноября 1849
- Нордштейн, Пётр Николаевич; капитан-лейтенант; № 2138; 26 ноября 1809
- Норенберг, Генрих Иванович; подпоручик; 1 сентября 1915
- Норин, Савелий; подполковник; № 1027; 26 ноября 1793
- Норицын, Николай Мефодиевич; подпоручик; 24 ноября 1917
- Норманский, Борис Владимирович; штабс-капитан; 4 марта 1917 (посмертно)
- Норов, Владимир Николаевич; полковник; № 9079; 26 ноября 1853
- Норов, Дмитрий Артамонович; генерал-майор; № 263 (216); 26 ноября 1775
- Норов, Дмитрий Ильич; подполковник; 24 апреля 1915
- Норов, Евгений Николаевич; генерал-майор; № 9342; 26 ноября 1854
- Нос, Александр Осипович; штабс-капитан; 2 января 1917 (посмертно)
- Носенко, Митрофан Иванович; полковник; 30 июня 1917
- Носков, Василий Фролович; штабс-капитан; № 7116; 4 декабря 1843
- Носков, Григорий Андреевич; поручик; 14 октября 1917
- Носков, Иван Фёдорович; полковник; № 4956; 3 декабря 1834
- Носков, Игнатий Иоакимович; подполковник; № 5787; 1 декабря 1838
- Носков, Пётр Акимович; полковник; № 3910; 26 ноября 1826
- Носков, Пётр Алексеевич; полковник; 24 апреля 1915
- Носов, Иван Васильевич; полковник; № 4440; 18 декабря 1830
- Носов, Михаил Иванович; подполковник; 23 мая 1916
- Носович, Анатолий Леонидович; полковник; 6 сентября 1917
- Носович, Николай Венедиктович; подполковник; № 8218; 26 ноября 1849
- Ностиц, Григорий Иванович; майор; № 2964; 3 августа 1814
- Ностиц, Иван Григорьевич фон; полковник; № 10163; 20 сентября 1859
- Нотара (Натара), Степан Евстафьевич; капитан; № 2706; 7 октября 1813[5]
- Нотбек, Адам Иванович фон; полковник; № 3929; 26 ноября 1826
- Нотбек, Василий Адамович; полковник; № 3903; 26 ноября 1826
- Нотбек, Владимир Владимирович; генерал-майор; 28 марта 1917
- Ноццолини, Владимир Иосифович; поручик; 11 сентября 1916
- Ночевный-Короткевич, Евсевий Семёнович; майор; № 8277; 26 ноября 1849

## Ну — Ню
- Нуджевский, Андрей Васильевич; майор; № 6579; 5 декабря 1841
- Нурсал-Ага; майор; № 4757; 28 июня 1833
- Нуткис, Леонид Иванович; подполковник; 28 июня 1916
- Нюбек, Иван Иванович; капитан; № 5504; 6 декабря 1836